# Spleen-Polka
Spleen-Polka est une polka-mazurka de Johann Strauss II (op. 197). L'œuvre est créée le 1er novembre 1857 au Volksgarten de Vienne. Il est possible mais pas certain qu'il y ait eu une représentation antérieure à Pavlovsk en Russie.

## Histoire
La polka-mazurka est composée lors du deuxième voyage de Johann Strauss en Russie à l'été 1857. Cependant, sa finalisation et son édition n'ont lieu qu'après le retour du compositeur à Vienne. Pour cette raison, une représentation en Russie est peu probable, bien que théoriquement concevable. L'œuvre est une morceau de musique typiquement russe. Son titre suggère que Strauss considère probablement quelqu'un de la société russe, dont le nom n'est pas nommé, comme étant distant au sens du mot anglais spleenig. 

## Durée
Sa durée d'exécution est d'environ 5 minutes et 40 secondes. Elle peut varier légèrement selon l'interprétation musicale du chef d'orchestre.

## Réutilisation musicale
En 1886, le compositeur utilise des extraits de Spleen-Polka dans sa polka An der Volga (op. 425).

## Interprétation notable
En 1999, la pièce est interprétée au concert du nouvel an à Vienne, sous la direction de Lorin Maazel.